# بتا مانوزیدوز
بتا مانوزیدوز (β مانوزیدوز) (به انگلیسی: Beta-mannosidosis) نوعی از الیگوساکاریدوز است.

## علائم بالینی

### نوع شدید شیرخوارگی
- زمان تولد و دوره نوزادی: احتمالاً طبیعی.
- دوره شیرخوارگی: در بیمار در یک تا دو سالگی یافته‌های صورت خشن، کوتاهی قد، عقب ماندگی ذهنی، تشنج، اسپاستیسیتی بارز می‌شود و مرگ بیمار در بزرگسالی رخ می‌دهد.

### نوع تدریجی اواخر کودکی
در بین ۱۰ تا ۲۰ سالگی با عقب ماندگی ذهنی، کری، آنژیوکراتوم و احتمالاً آسیب اعصاب محیطی تظاهر می‌کند.

## نقص آنزیم
نقص در آنزیم بتا مانوزیداز لیزوزومی.

## توارث ژنتیکی
اتوزومی مغلوب.

## میزان بروز
نادر.

## روش تشخیص
- بررسی آنزیم: در گلبول‌های سفید و فیبروبلاست‌ها.
- کروماتوگرافی لایه‌نازک ادرار: برای الیگوساکاریدها مثبت است.

## درمان
ناشناخته.

## آزمون تشخیص قبل از تولد
بررسی آنزیم در آمنیوسیت‌های کشت شده یا نمونه پرز کوریونی.